# Кинелёв, Владимир Георгиевич
Влади́мир Гео́ргиевич Кинелёв (род. 28 января 1945, Усть-Калманка) — российский учёный, государственный деятель. С 1993 по 1998 год — руководитель госкомитета-министерства образования РФ, вице-премьер в первом правительстве В. С. Черномырдина. Академик Российской академии образования РАО (1995), доктор технических наук, профессор.

## Биография
Родился 28 января 1945 года в городе Усть-Калманка Алтайского края. Отец — Георгий Иванович работал директором школы, первым секретарём Усть-Калманского райкома, секретарём Краснодарского крайкома КПСС, заместителем председателя крайисполкома. Мать преподавала в школе.

## Образование
Окончил Московское высшее техническое училище им. Н. Э. Баумана (МВТУ им. Н. Э. Баумана) по специальности «прочность летательных аппаратов» (1968).
В 1972 году защитил кандидатскую диссертацию.
В 1983 году защитил докторскую диссертацию по специальности «Двигатели летательных аппаратов», доктор технических наук, профессор.

## Карьера
1968—1973 — инженер, старший инженер ЦКБ экспериментального машиностроения (НПО «Энергия»).
1973—1990 — ассистент, старший преподаватель, доцент, профессор, проректор по учебной работе МВТУ.
1990—1991 — первый заместитель председателя Государственного комитета РСФСР по делам науки и высшей школы.
Январь 1992 — апрель 1993 — председатель Комитета по высшей школе Министерства науки РФ.
Ноябрь 1992 — апрель 1993 — первый заместитель министра науки РФ.
Апрель 1993 — август 1996 — председатель Государственного комитета РФ по высшему образованию.
Январь — август 1996 — заместитель Председателя Правительства РФ.
Август 1996 — февраль 1998 — министр общего и профессионального образования РФ.
Апрель 1998 — декабрь 2007 — директор Института ЮНЕСКО по информационным технологиям в образовании.
С 1 января 2008 — научный руководитель Российского Нового университета по информационным технологиям и дистанционному образованию, заведующий кафедрой ЮНЕСКО РосНОУ.

## Награды и звания
- Орден Почёта (22 мая 1995 года) — за заслуги в развитии высшего образования[11].
- Благодарность Президента Российской Федерации (17 июля 1996 года) — за активное участие в организации и проведении выборной кампании Президента Российской Федерации в 1996 году[12].
- Лауреат Государственной премии РФ в области науки и техники, лауреат премии Совета Министров СССР.
- Академик Российской академии образования[13], действительный член Международной инженерной академии, академик Академии естественных наук Российской Федерации, заслуженный инженер Российской Федерации.

## Основные работы
- Доктрина развития российской науки / В. Г. Кинелёв, Б. М. Смирнов, А. Н. Тихонов; Гос. ком. Рос. Федерации по высш. образованию. — СПб. : С.-Петерб. техн. ун-т, 1995. — 21 с.; 21 см; ISBN 5-7422-0016-1
- Объективная необходимость : История, некоторые итоги и перспективы реформирования высш. образования России / В. Г. Кинелёв; Вступ. ст. И. Ф. Образцова. — М. : Республика, 1995. — 294,[1] с. : портр.; 21 см; ISBN 5-250-01223-9
- Высшее образование в России до 1917 года: Очерк истории. — М., 1995. [Редактор][14].
- Многовариантная технология профессиональной ориентации и адаптация обучения / сост. В. Г. Кинелёв, Н. М. Кулагин, В. П. Авдеев, Т. В. Киселёва, Е. П. Фетинина; СибГИУ. — Новокузнецк, 1998. — 31 с.
- Образование, воспитание, культура в истории цивилизаций / В. Г. Кинелёв, В. Б. Миронов. — Москва : Владос, 1998. — 518 с. : ил.; 25 см; ISBN 5-691-00163-9
- Системная многовариантность образования / В. Г. Кинелёв, Н. М. Кулагин, В. П. Авдеев. — Москва : Ин-т «ЮНЕСКО» ИТО ; Новокузнецк : СибГИУ, 1998. — 195 с. : ил.; 20 см.
- Стратегия интегрирующих инноваций как основа реформы высшей школы России / Ю. С. Васильев, В. Г. Кинелёв, В. Г. Колосов. — СПб. : Изд-во СПбГТУ, 1998. — 87 с. : ил., портр., табл.; 29 см. — (Федеральная инновационная программа «Инжинирингсеть России» / М-во общ. и проф. образования РФ. С.-Петерб. гос. техн. ун-т и др., Междунар. акад. технол. кибернетики (инноватики)).; ISBN 5-7422-0040-4
- Профессиональное и высшее образование: вызовы и перспективы развития : [коллективная монография] / Чистякова С Н., Подуфалов Н Д., Кинелёв В. Г. и др. ; Российская академия образования, Отделение профессионального образования, Московский городской педагогический университет. — Москва : Экон-Информ, 2018. — 274 с. : ил., табл.; 21 см; ISBN 978-5-9500963-7-2 : 500 экз.